# 2000.
◄ | 19. stoljeće | 20. stoljeće | 21. stoljeće | ►
◄ | 1970-ih | 1980-ih | 1990-ih | 2000-ih | 2010-ih | 2020-ih | 2030-ih | ►
◄◄ | ◄ | 1997. | 1998. | 1999. | 2000. | 2001. | 2002. | 2003. | ► | ►►
Arhitektura • Astronautika • Astronomija • Biologija • Film • Fotografija • Glazba • Kazalište • Kemija • Kiparstvo • Knjige • Književnost • Kršćanstvo • Meteorologija • Medicina • Planinarstvo • Politika • Pravo • Promet • Slikarstvo • Strip • Šport • Televizija • Znanost • Zrakoplovstvo • Željeznički promet
2000. je bila prijestupna godina prema gregorijanskom kalendaru, a započela je u subotu. Moderna kultura je smatra i početkom 21. stoljeća i 3. tisućljeća, iako je to po strogim kriterijima gregorijanskog kalendara zapravo bila 2001.
Ova godina bila je obilježena kao:
- Međunarodna godina kulture mira.
- Svjetska godina matematike.
- Veliki jubilej kršćanstva

## Događaji
- 1. siječnja – Diljem svijeta se slavi dolazak novog 3. tisućljeća i 21. stoljeća. Milenijski bug prošao je bez ozbiljnih i rasprostranjenih računalnih problema koji su bili predviđani.
- 3. siječnja – Na parlamentarnim izborima u Hrvatskoj koalicija opozicijskih stranaka pobijedila HDZ nakon 10 godina vlasti
- 15. siječnja – U beogradskom hotelu »Interkontinental« ubijen Željko Ražnatović – Arkan.
- 14. veljače
  - Svemirska letjelica NEAR Shoemaker ušla je u orbitu oko asteroida 433 Eros i tako postala prva svemirska letjelica koja je kružila oko asteroida.
  - NK Croatia Zagreb ponovno promijenila ime u Dinamo Zagreb, nakon deset godina.
- 26. ožujka – Vladimir Putin izabran za predsjednika Rusije.
- 3. svibnja – Konjunkcija svih tradicionalnih nebeskih tijela znanih iz starih vremena do otkrića Urana. Na malom području neba sreli su se Sunce i Mjesec, te planeti Merkur, Venera, Mars, Jupiter i Saturn.
- 13. svibnja – U Novom Sadu ubijen tadašnji predsjednik Izvršnog vijeća Vojvodine, Boško Perošević.
- 21. svibnja – Papa Ivan Pavao II. kanonizirao Meksičke mučenike.
- 28. svibnja – S prikazivanjem započela Nova TV, nova hrvatska komercijalna televizija.
- 10. lipnja – Početak Europskog nogometnog prvenstva u zajedničkoj organizaciji Belgije i Nizozemske.
- 2. srpnja – Nogometna reprezentacija Francuske postala je novi europski prvak pobijedivši reprezentaciju Italije u završnici europskoga prvenstva rezultatom 2:1.
- 7. – 16. srpnja – Održane prve Svjetske zborske igre u austrijskom Linzu.
- 25. srpnja – Nadzvučni putnički zrakoplov Concorde srušio se nedugo nakon polijetanja iz Pariza, a u nesreći je poginulo svih 109 putnika i članova posade te petero osoba na kopnu.
- 12. kolovoza – Ruska podmornica Kursk potonula je u Barentsovom moru, a u nesreći je poginulo svih 118 osoba u njoj.
- 28. kolovoza - U Gospiću je u eksploziji bombe ubijen Milan Levar.
- 15. rujna – Otvorene su Olimpijske igre u Sydneyju.
- 24. rujna – Održani izvanredni izbori za predsjednika Savezne Republike Jugoslavije. Tadašnji predsjednik SRJ, Slobodan Milošević, izgubio od kandidata ujedinjene srpske oporbe – Vojislava Koštunice.
- 1. listopada – Zatvorene Olimpijske igre u Sydneyju.
- 5. listopada – Nakon što je Milošević odbio priznati poraz na predsjedničkim izborima, u Beogradu više stotina tisuća ljudi iz cijele Srbije na silu zauzelo sjedište saveznog parlamenta i državne televizije. Novoizabrani predsjednik SR Jugoslavije, Vojislav Koštunica, obratio se građanima s balkona Skupštine grada Beograda. Vidjeti Masovne demonstracije u Beogradu.
- 6. listopada – U obraćanju građanima preko televizije, Milošević priznao poraz na izborima.
- 7. listopada – Vojislav Koštunica položio prisegu i stupio na dužnost predsjednika SR Jugoslavije.
- 13. listopada – Zastupnički dom Hrvatskog državnog sabora donio Deklaraciju o Domovinskom ratu.
- 7. studenog – George W. Bush je pobijedio Ala Gorea na američkim predsjedničkim izborima, ali njihov konačan ishod nije objavljen više od mjesec dana zbog spornih glasova u saveznoj državi Floridi.
- 16. studenog – Bill Clinton postao je prvi američki predsjednik koji je posjetio Vijetnam.
- 28. studenog –  Ukrajinski političar Oleksander Moroz javno je optužio predsjednika Leonida Kučmu za sudjelovanje u ubojstvu novinara Georgija Gongadzea.
- 23. prosinca – Na izvanrednim izborima za Skupštinu Srbije, oporbena koalicija Demokratska opozicija Srbije osvojila 176 zastupničkih mjesta (od 250). Miloševićevi socijalisti osvojili svega 37.
- 30. prosinca – U više eksplozija bombi na različitim mjestima u metropolitanskom području Manile, glavnog grada Filipina, poginule su 22 osobe, a ozlijeđeno ih je oko stotinu.

## Rođenja

### Siječanj – ožujak
- 14. siječnja – Jonathan David, kanadski nogometaš
- 27. siječnja – Aurélien Tchouaméni, francuski nogometaš
- 28. siječnja – Dušan Vlahović, srbijanski nogometaš
- 31. siječnja – Julián Álvarez, argentinski nogometaš
- 15. veljače – Jakub Kiwior, poljski nogometaš
- 28. veljače – Josip Šutalo, hrvatski nogometaš
- 29. veljače – Ferran Torres, španjolski nogometaš
- 7. ožujka – Veron Načinović, hrvatski rukometaš
- 9. ožujka – Nika Križnar, slovenska skijaška skakačica
- 10. ožujka – Roko Blažević, hrvatski pjevač
- 21. ožujka
  - Stjepan Gašparić, hrvatski glumac
  - Jace Norman, američki glumac
- 25. ožujka – Jadon Sancho, engleski nogometaš

### Travanj – lipanj
- 2. travnja – Josip Stanišić, hrvatski nogometaš
- 10. svibnja – Josip Šimić, hrvatski rukometaš
- 28. svibnja – Phil Foden, engleski nogometaš
- 16. lipnja – Bianca Andreescu, kanadska tenisačica
- 22. lipnja – Meri Andraković, hrvatska pjevačica
- 12. srpnja – Vinícius Júnior, brazilski nogometaš
- 21. srpnja – Erling Haaland, norveški nogometaš

### Srpanj – rujan
- 8. kolovoza – Patrik i Anton Lončarić, hrvatski veslači
- 28. kolovoza – Filip Kržić, hrvatski vaterpolist
- 14. rujna – Marco Pašalić, hrvatski nogometaš
- 19. rujna – Jakob Ingebrigtsen, norveški atletičar

### Listopad - prosinac
- 25. listopada – Dominik Szoboszlai, mađarski nogometaš
- 17. prosinca – Mateo Maraš, hrvatski rukometaš

## Smrti

### Siječanj – ožujak
- 11. siječnja – Pavao Žanić, mostarsko-duvanjski biskup (* 1918.)
- 15. siječnja – Željko Ražnatović, srpski zločinac (* 1952.)
- 19. siječnja – Hedy Lamarr, američko-austrijska glumica (* 1914.)
- 26. siječnja – Don Budge, američki tenisač (* 1915.)
- 27. siječnja – Mladen Crnobrnja, hrvatski glumac (* 1939.)
- 2. veljače – Dragan Zarić, srpski glumac (* 1942.)
- 10. veljače – Jim Varney, američki glumac (* 1949.)
- 11. veljače – Roger Vadim, francuski režiser, producent i glumac (* 1928.)
- 14. veljače – Antun Nalis, hrvatski glumac (* 1911.)
- 16. veljače – Lila Kedrova, francuska glumica (* 1918.)
- 19. veljače – Friedensreich Hundertwasser, austrijski slikar (* 1928.)
- 23. veljače – Sir Stanley Matthews, engleski nogometaš i trener (* 1915.)
- 23. veljače – Ofra Haza, izraelska pjevačica (* 1957.)
- 2. ožujka – Erik Bertil Holmberg, švedski astronom (* 1908.)
- 6. ožujka – Mirko Grmek, hrvatsko-francuski akademik (* 1924.)
- 9. ožujka – Liliana Budicin-Manestar, hrvatska sopranistica (* 1940.)
- 9. ožujka – Ivo Robić, hrvatski pjevač (* 1923.)
- 9. ožujka – Rikard Žic, hrvatski slikar (* 1928.)
- 17. ožujka – Kruno Valentić, hrvatski glumac (* 1932.)

### Travanj – lipanj
- 3. travnja – Terrence McKenna, američki pisac i filozof (* 1946.)
- 6. travnja – Habib Bourguiba, prvi predsjednik Tunisa (* 1903.)
- 8. travnja – Claire Trevor, američka glumica (* 1910.)
- 9. travnja – Antun Bauer, hrvatski povjesničar umjetnosti (* 1911.)
- 21. travnja – Josip Velebit, hrvatski pjesnik (* 1911.)
- 23. travnja – Hrvoslav Ban, hrvatski prozaist (* 1924.)
- 23. travnja – Franjo Rupnik, hrvatski nogometaš (* 1921.)
- 30. travnja – Henry Goode, američki hokejaš na travi (* 1918.)
- 3. svibnja – Rhoel Gallardo, filipinski misionar (* 1965.)
- 5. svibnja – Gino Bartali, talijanski biciklist (* 1914.)
- 7. svibnja – Douglas Fairbanks, Jr., američki glumac (* 1909.)
- 14. svibnja – Zoja Dumengjić, hrvatska arhitektica (* 1904.)
- 21. svibnja – Barbara Cartland, engleska književnica (* 1901.)
- 1. lipnja – Tito Puente, portorikanski jazz i mambo glazbenik (* 1923.)
- 6. lipnja – Maria Laura Mainetti, talijanska redovnica (* 1939.)
- 9. lipnja – George Segal, američki slikar i kipar (* 1924.)
- 10. lipnja – Hafez al-Asad, sirijski državnik (* 1930.)
- 12. lipnja – Đorđe Rapajić, hrvatski glumac (* 1952.)
- 18. lipnja – Nancy Marchand, američka glumica (* 1928.)
- 1. srpnja – Walter Matthau, američki glumac (* 1920.)
- 6. srpnja – Władysław Szpilman, poljski pijanist (* 1911.)
- 20. srpnja – Béla Rajki, mađarski vaterpolski i plivački trener (* 1909.)

### Srpanj – rujan
- 5. kolovoza – Alec Guinness, britanski glumac (* 1914.)
- 12. kolovoza – Ana Gabrijela Šabić, hrvatska znanstvenica (* 1950.)
- 12. kolovoza – Loretta Young, američka glumica (* 1913.)
- 15. kolovoza – Ena Begović, hrvatska glumica (* 1960.)
- 23. kolovoza – Milivoje Tomić, srpski glumac (* 1920.)
- 25. kolovoza – Ivan Stambolić, bivši predsjednik Srbije (* 1936.)
- 27. kolovoza – Ante Zaninović, producent animiranih filmova (* 1934.)
- 28. kolovoza – Milan Levar, časnik Hrvatske vojske (* oko 1954.)
- 20. rujna – Stanislav Stratijev, bugarski književnik (* 1941.)

### Listopad – prosinac
- 10. listopada – Sirimavo Bandaranaike, šrilankanska političarka (* 1916.)
- 11. listopada – Matija Ljubek, hrvatski kanuist (* 1953.)
- 15. listopada – Konrad Bloch, njemački biokemičar (* 1912.)
- 16. listopada – Vera Johanides, hrvatska biologinja (* 1917.)
- 5. studenog – Victor Grinich, hrvatsko-američki znanstvenik (* 1924.)
- 22. studenog – Emil Zátopek, češki sportaš (* 1922.)
- 25. studenog – Vjenceslav Čižek, hrvatski pjesnik (* 1929.)
- 30. studenog – Vladimir Anić, hrvatski jezikoslovac (* 1930.)
- 1. prosinca – Etta Bortolazzi, hrvatska glumica (* 1926.)
- 3. prosinca – Gwendolyn Brooks, američka pjesnikinja (* 1917.)
- 3. prosinca – Marijan Valković, hrvatski teolog i znanstvenik (* 1927.)
- 7. prosinca – Vlado Gotovac, hrvatski pjesnik, esejist, filozof, govornik i političar. (* 1930.)
- 8. prosinca – Dragutin Vunak, hrvatski redatelj i scenarist (* 1925.)
- 8. prosinca – Joško Tomičić, hrvatski pjevač (* 1968.)
- 12. prosinca – Libertad Lamarque, argentinska glumica i pjevačica (* 1908.)
- 15. prosinca – Haris Brkić, bosanskohercegovački košarkaš (* 1974.)
- 19. prosinca – György Györffy, mađarski povjesničar i akademik (* 1917.)
- 26. prosinca – Jason Robards, američki glumac (* 1922.)

### Nepoznat datum smrti
- Lazar Koliševski, makedonski i jugoslavenski političar (* 1914.)
- Miloš Žanko, hrvatski političar (* 1915.)
- Draginja Adamović, srpska književnica (* 1925.)
- Davor Tomičić, hrvatski likovni umjetnik (* 1947.)
- Radovan Devlić, hrvatski ilustrator (* 1950.)

## Nobelova nagrada za 2000. godinu
- Fizika: Schores Iwanowitsch Alfjorow, Herbert Kroemer i Jack S. Kilby
- Kemija: Alan Jay Heeger, Alan Graham MacDiarmid i Hideki Shirakawa
- Fiziologija i medicina: Arvid Carlsson, Paul Greengard i Eric R. Kandel
- Književnost: Gao Xingjian
- Mir: Kim Dae Jung
- Ekonomija: James Heckman i Daniel McFadden

## Obljetnice i godišnjice
- 100. godišnjica rođenja Marice Stanković

## Vanjske poveznice
|  | Zajednički poslužitelj ima još gradiva o temi 2000. |